# Vénestanville
Vénestanville é uma comuna francesa na região administrativa da Normandia, no departamento de Sena Marítimo. Estende-se por uma área de 2,64 km². Em 2010 a comuna tinha 209 habitantes (densidade: 79,2 hab./km²).